# My Mother the Carjacker
«My Mother the Carjacker» (рус. Моя мать — автоугонщик) — вторая серия пятнадцатого сезона мультсериала «Симпсоны».

## Сюжет
Мардж Симпсон выигрывает конкурс на самый смешной заголовок, найденный в газете, и получает сувенирную футболку, что вызывает у Гомера зависть. Он начинает искать в газетах забавные фразы и это превращается в его навязчивую идею. В одной из статей он замечает, что первые буквы строк складываются в послание, в котором Гомеру назначают встречу. Вместе с Бартом он едет в указанное место и встречает там свою мать Мону, которая до сих пор находится в бегах. Когда Гомер с матерью и сыном заходят перекусить в придорожное кафе, их замечают Клэнси Виггам, Эдди и Лу. Симпсоны убегают через чёрный ход, но ведя машину, Гомер отвлекается и врезается прямо в полицейский участок, и Мону арестовывают. Но в суде Гомеру удаётся растрогать присяжных своей речью, и Моне выносят оправдательный приговор.
Гомер пытается наверстать упущенное детство: Мона купает его, смотрит его утренник, учит кататься на велосипеде. Гомер заставляет Мардж разыграть рождение Барта, так как Моны не было рядом, когда родился её внук. Гомер крадёт у Неда Фландерса целую комнату, чтобы его матери было где жить.
Монтгомери Бёрнс превращает свою лабораторию биологического оружия в Музей имени Моны Симпсон и приглашает её расписаться в книге отзывов. Мона говорит, что рада наконец-таки использовать своё настоящее имя: все эти годы она подписывалась вымышленными именами, в том числе и в книгах национальных парков. Поскольку это считается федеральным преступлением, мать Гомера снова арестовывают. Гомер решает освободить её — он угоняет автобус, в котором женщин-заключённых перевозят из одной тюрьмы в другую, и выпускает всех, кроме Моны, а сам вместе с ней едет дальше, чтобы спрятать её. Внезапно их начинает преследовать полиция и Мона выбрасывает Гомера из автобуса, чтобы спасти его. На крутом повороте автобус срывается, падает в воду и взрывается. Труп Моны не находят, но семья устраивает похороны, положив в гроб четыре мешка мусора. Гомер упорно просматривает все газеты, надеясь, что его мать жива, и снова напишет ему зашифрованное послание. Когда семья уводит его спать, зрителям показывают статью, через которую Мона даёт знать, что она выпрыгнула из автобуса за секунду до его падения.

## Факты и культурные отсылки
- Название серии обыгрывает название американского ситкома 60-x годов «Моя мать — машина» («My Mother the Car»).
- Сцена, где Гомер стоит у стены, обвешанной вырезками из газет, взята из фильма «Игры разума».
- В этой серии звучат песни:
  - «Mother and Child Reunion» Paul Simon;
  - «Mother» Джона Леннона;
  - «I Fought the Law» группы «The Clash»;
  - «All Along the Watchtower» Джими Хендрикса.
- На кладбище Гомер пинает камень Фрэнка Граймса.

## Цитаты
- Мардж: Хватит вам трудиться на улице! Давайте-ка в дом смотреть телевизор!
Барт: Ура! Мама спятила!
Лиза: Не ходи! Это ловушка!
Гомер: Точно! Там какое-то суперзадание. Например, выгнать крысу из комнаты Мэгги.
- сотрудник ФБР: Многие пишут кинозвёздам, но этот Симпсон пишет киногероям! «Дорогой Крепкий Орешек! Ты король, особенно в сцене на крыше. P.S. Ты знаешь Безумного Макса?»
- Гомер: У меня сегодня ещё три судебных процесса: я поджёг банк крови, украл пирожок! Люди, умоляю, верните мне мамочку!
- Мо: Миссис Симпсон, сбежав, вы оставили пустоту в сердце у Гомера, и он двадцать лет пытался заполнить её алкоголем! Благослови вас бог!